# Phedosia turbida
Phedosia turbida är en fjärilsart som beskrevs av Heinrich Benno Möschler 1878. Phedosia turbida ingår i släktet Phedosia och familjen tandspinnare. Inga underarter finns listade i Catalogue of Life.